# Сун Чжэньюй
Сун Чжэньюй (кит. упр. 宋振瑜, пиньинь Sòng Zhènyú; 21 сентября 1980, Пекин) — китайский футболист, вратарь клуба «Шэньси Чанъань Атлетик». В 2007—2009 годах выступал за национальную сборную КНР.

## Карьера

### Клубная
Несмотря на то, что Сун родился в Даляне (провинция Ляонин), профессиональным футболом он начал заниматься в Чэнду (провинция Сычуань), где в 1999 году он присоединился к команде Суперлиги «Сычуань Гуаньчэн». Следующие два сезона игрок тренировался и выступал под руководством более опытного голкипера Гао Цзябиня. В итоге, Сун провёл за основу 13 матчей, в основном в период травмы основного вратаря. При этом игрок претендовал на роль первого номера, однако такой возможности в клубе не было, поэтому «Сычуань» решил отдать Суна в аренду — сначала в «Чунцин Лифань», а затем в его родной город — в «Далянь Шидэ». После того, как срок аренды истёк, «Далянь» решил приобрести игрока. В команде Сун стал вторым вратарем после Ань Ци и сыграл в девяти матчах.
В начале сезона 2005 года Сун вновь присоединился к своей бывшей команды «Сычуань Гуаньчэн», где стал основным голкипером. Команда заняла 9-е место в чемпионате, однако это не спасло клуб от расформирования. В сезоне 2006 года Сун перешёл в «Шэньян Цзиньдэ», где получил возможность выступать на постоянной основе в основном составе. В следующем сезоне игрок смог проявить себя даже несмотря на переезд в Чанша и переименование в «Чанша Гинде». 2008 год стал для Суна годом испытаний — он попал в национальную сборную и стал в ней первым номером, однако в личной жизни он был вынужден вместе с женой бороться за её жизнь — она восстанавливалась после операции по удалению опухоли мозга. Кроме того, «Чанша» боролся за выживание и в итоге остался в Суперлиге.
В 2010 году Сун заявил о том, что хочет вернуться в Чэнду с женой (которая к тому времени родила ему ребёнка) и присоединиться к команде второго дивизиона «Чэнду Блэйдс». В итоге, он перешёл в «Чэнду» в последний день транферной кампании, отыграл за него 24 игры и добился повышения в классе. Однако, в высшем дивизионе «Чэнду» выступал не очень удачно, а после разгрома от «Шанхай Шэньхуа» со счётом 1-4, Сун вместе с несколькими другими игроками были отчислены из команды. В середине сезона Сун присоединился к «Тяньцзинь Тэда» (сумма сделки составила 1,5 млн юаней), где стал основным голкипером и в сезоне 2011 года завоевал свой первый в карьере трофей — Кубок Китайской футбольной ассоциации.

### Международная
После удачных выступлений за клуб в 2007 году, игрока пригласили в национальную сборную Китая — поиском нового голкипера для сборной занимался недавно назначенный тренер Владимир Петрович. В сборной Сун конкурировал за место в составе с Цзун Лэем и в итоге стал первым номером — дебют пришёлся 16 апреля 2008 года, когда китайская сборная играла со сборной Мексики. Под руководством Петровича Сун стал первым номером сборной, однако после прихода на тренерский мостик Гао Хунбо игрок перестал попадать в состав.

## Достижения
«Тяньцзинь Тэда» :
- Кубок Китайской футбольной ассоциации : 2011